# グスタフ・レーデル
グスタフ・レーデル（Gustav Rödel、1915年10月24日 - 1995年 2月6日）は、第二次世界大戦時のドイツ空軍のエース・パイロットである。98機の戦果は1機を除いて全て西側の連合国軍を相手にした980回の戦闘でメッサーシュミット Bf109に搭乗して記録されたものである。

## 履歴
グスタフ・レーデルは、1915年10月24日にザクセン州 (プロイセン)のメルゼブルクで生まれた。1936年に士官候補生（Fahnenjunker）としてドイツ空軍に入隊し、戦闘機パイロットとしての訓練を受けた。レーデルは、コンドル軍団の第88戦闘団（J 88）に所属してスペイン内戦に参加し、スペインでの功績により剣付スペイン十字章銅章を授与された。
1939年7月15日にレーデル中尉は第21戦闘航空団（JG 21）に転属し、第2中隊に配属された。第二次世界大戦開戦初日の9月1日のポーランド侵攻作戦でレーデルは、ワルシャワ近郊でポーランド空軍のPZL P.24戦闘機を撃墜し、初の戦果を記録した（P.24は、当時のポーランド空軍の主力戦闘機P.11の改良型だが、実際には基本、輸出のみで自国空軍では使用されていないため、撃墜機種は誤認の可能性が高い）。9月7日の地上掃射任務中に不時着を余儀なくされたが、何とか機体を友軍前線付近まで持ちこたえさせ、捕虜になるのを免れて翌日には部隊に帰還した。
1939年11月24日に第27戦闘航空団（JG 27）の航空団本部飛行隊（Geschwaderstab）に転属するとレーデルは、フランス侵攻作戦で更に3機を撃墜した。1940年5月12日にレーデルはアドルフ・ガーランドの僚機を務め、この飛行でガーランドはホーカー ハリケーン機を撃墜して初の戦果を挙げた。この戦闘はリエージュの西で行われた。同じ日にレーデル自身もティーネン近郊でハリケーン機を撃墜し、6月8日にも単機での迎撃任務中にイギリス海峡上空でブリストル ブレニム機を撃墜した。1940年7月にレーデルはJG 27/第4飛行中隊へ異動となり、その飛行中隊長に任命された。9月の末までに14機を撃墜し、その大部分はバトル・オブ・ブリテンでの戦果であった。レーデルの所属するJG 27/第II飛行隊はバルカン戦線 (第二次世界大戦)に参加し、レーデルは1941年4月15日にギリシャ空軍の戦闘機3機と4月20日に英空軍のハリケーン機3機の都合6機をギリシャ上空で撃墜した。
バルカン半島での作戦後にレーデルとJG 27/第4飛行中隊はロシア侵攻へ参加し、レーデルは1941年6月25日に21機目の戦果としてソ連軍のツポレフ SB-3双発爆撃機を撃墜した。その後間もなくJG 27/第4飛行中隊は北アフリカ戦線へ転戦した。1941年12月4日にレーデルはBir-el-Gobi近郊で30機目として南アフリカのカーチス P-40機を撃墜し、1942年5月20日にはJG 27/第II飛行隊の飛行隊長に任命された。5月23日にRas el近郊で40機目となるP-40機を、7月21日には48機目から51機目となる4機のハリケーン機を撃墜した。レーデルは10月9日にエル・アラメイン地域で3機のベル P-39機を撃墜したと申告したが、これは見誤りであり戦果の全てはおそらく英空軍のP-40機であった。10月24日には英空軍の3機のP-40戦闘機を含む15機を、27日にも3機を撃墜した。11月1日にレーデルは北アフリカでの最後の戦果となる73機目の撃墜を記録した。
1943年4月22日にレーデルはJG 27の戦闘航空団司令に任命された。5月は引き続きシシリー島やギリシャ上空での戦闘に参加し、5月22日には3機を撃墜して総撃墜数を78機とした。この功によりレーデル少佐は7月20日に騎士鉄十字章を授与された。レーデルの撃墜記録は10月4日に80機、10月10日には83機となった。
ドイツに戻り本土防衛（Reichsverteidigung）任務に就くようになるとレーデルの記録は、アメリカ陸軍航空軍（USAAF）の4発爆撃機を含む合計93機に達した。1944年6月にレーデルはJG 27を率いて連合国軍の大陸侵攻に対峙することになり、6月29日に95機目から97機目となるUSAAFの3機のP-47 サンダーボルト機を撃墜し、7月5日には最後の戦果となる98機目のUSAAFのP-38 ライトニング機をアングロー近郊で撃墜した。12月にレーデルはボーデンプラッテ作戦の立案に携わり、1945年1月初めから第2戦闘機師団の参謀となり、2月1日から戦争が終結するまで同師団の指揮官を務めた。この地位にいる間に「戦闘機パイロットの反乱」として知られる国家元帥のヘルマン・ゲーリングとの会合にも同席した。
1957年にレーデルは「ドイツ連邦軍」に入隊し、1971年9月30日に准将の地位で退役した。

## 受勲
- 剣付スペイン十字章銅章
- 鉄十字章
  - 2級
  - 1級
- 空軍名誉杯（1940年12月14日）
- ドイツ十字章金章（1942年7月16日）
- 柏葉付騎士鉄十字章
  - 騎士鉄十字章（1941年6月22日）：第27戦闘航空団/第4飛行中隊の中隊長の中尉として[4]
  - 柏葉 第255号（1943年6月20日）：第27戦闘航空団の戦闘航空団司令の少佐として[5]

## グスタフ・レーデルの Bf 109-G2
ベルリンのドイツ連邦空軍博物館に展示されている機体は、グスタフ・レーデル大尉が1942年11月の第27戦闘航空団/第II飛行隊の飛行隊長時代に搭乗していた「黄4」号機を再現している。この時点でレーデルは56機の撃墜を記録していた。

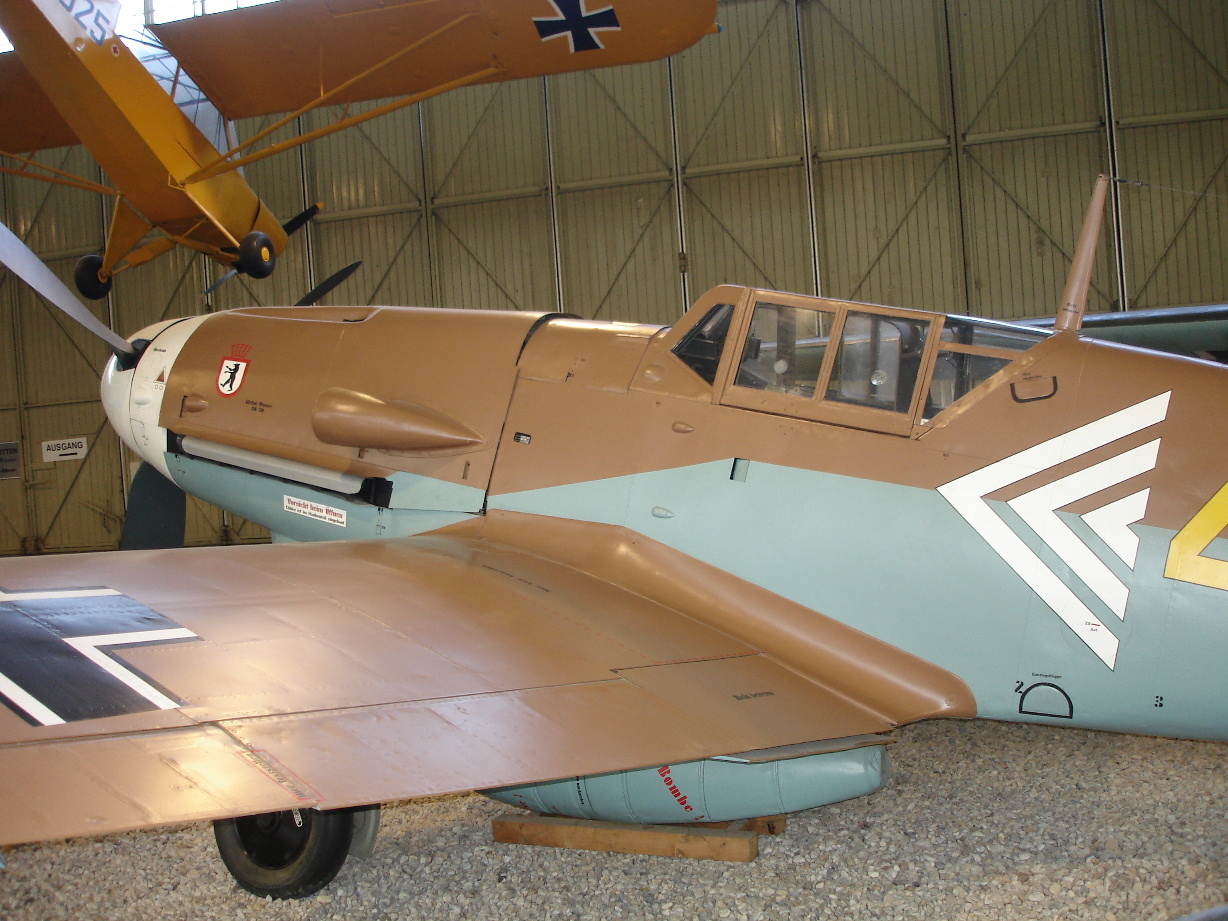
「飛行隊長」を示す3重シェヴロンに注意
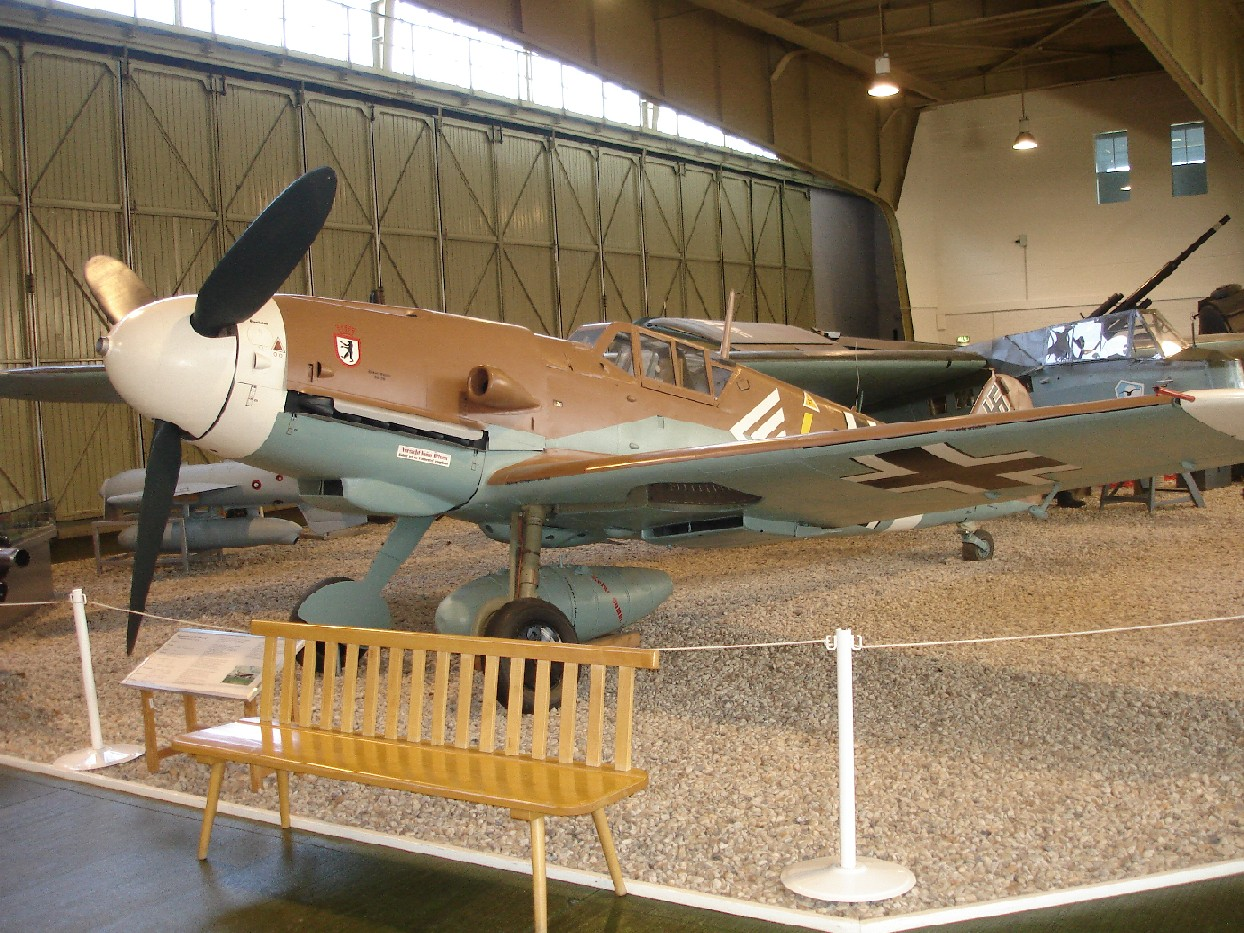
Bf 109-G2

映画『空軍大戦略』の撮影後にスペインは、使用されたイスパノ HA 1112 ブチョンを第2戦闘航空団「リヒトホーヘン」の塗装の状態のままでドイツ連邦空軍博物館に寄贈した。1988年にオリジナルのBf 109 G-2も状態への復元作業が始まったが、HA 1112 はドイツの機体に英国のエンジン（ロールス・ロイス マーリン 500-45 @ 1600hp）を搭載していたのでこの作業はそれほど困難なものではなかった。

## 参考
出典
1. ↑  Ring, p. 27
2. ↑  Ring, p. 29
3. ↑  Ring, p. 47
4. ↑  Fellgiebel 2000, p. 361.
5. ↑  Fellgiebel 2000, p. 70.

参考文献
- Fellgiebel, Walther-Peer (2000). Die Träger des Ritterkreuzes des Eisernen Kreuzes 1939-1945. Friedburg, Germany: Podzun-Pallas. ISBN 3-7909-0284-5.
- Michulec, Robert (2002). Luftwaffe at War/Luftwaffe Aces of the Western Front. London: Greenhill Books. ISBN 1-85367-486-9.
- Obermaier, Ernst (1989). Die Ritterkreuzträger der Luftwaffe Jagdflieger 1939 - 1945 (in German). Mainz, Germany: Verlag Dieter Hoffmann. ISBN 3-87341-065-6.
- Patzwall, Klaus D. and Scherzer, Veit (2001). Das Deutsche Kreuz 1941 - 1945 Geschichte und Inhaber Band II. Norderstedt, Germany: Verlag Klaus D. Patzwall. ISBN 3-931533-45-X.
- Ring, Hans and Girbig, Werner (1994). Jagdgeschwader 27 Die Dokumentation über den Einsatz an allen Fronten 1939-1945. Stuttgart, Germany: Motorbuch Verlag. ISBN 3-87943-215-5.
- Scherzer, Veit (2007). Die Ritterkreuzträger 1939–1945 Die Inhaber des Ritterkreuzes des Eisernen Kreuzes 1939 von Heer, Luftwaffe, Kriegsmarine, Waffen-SS, Volkssturm sowie mit Deutschland verbündeter Streitkräfte nach den Unterlagen des Bundesarchives (in German). Jena, Germany: Scherzers Miltaer-Verlag. ISBN 978-3-938845-17-2.